# King's Cross St. Pancras
King's Cross St. Pancras is een station van de metro van Londen aan de Circle Line, Hammersmith & City Line, Metropolitan Line, Northern Line, Piccadilly Line en Victoria Line. Het metrostation, dat in 1863 is geopend, ligt in de wijk Kings Cross, naast de spoorwegstations King's Cross en St Pancras.

## Geschiedenis

### De eerste metro
Het eerste metrostation bij King's Cross werd gepland in 1851, tijdens de bouw van het spoorwegstation. De bedoeling was om de Great Western Railway (GWR) bij Paddington te verbinden met de Great Northern Railway (GNR) bij King's Cross. De verbinding werd geopend als onderdeel van het oorspronkelijke deel van de Metropolitan Railway (MR), de eerste metrolijn ter wereld, op 10 januari 1863. In augustus 1868 volgde de eerste verbouwing om plaats te bieden aan de City Widened Lines die tussen King's Cross en Farringdon parallel aan de Metropolitan Line loopt. Hierdoor konden treinen van de GNR verder naar het centrum doorrijden. Op 1 oktober 1868 opende de Midland Railway, de concurrent van GNR, haar Londense eindpunt St. Pancras dat al sinds 31 juli ondergronds werd aangedaan door stoptreinen van de Metropolitan Railway.
Aan het eind van de 19e eeuw kamen verschillende maatschappijen met voorstellen voor geboorde tunnels (tubes) voor de uitbreiding van het metronet onder de stad. Twee van die bedrijven werden onder parlementaire druk samengevoegd tot de Great Northern, Piccadilly and Brompton Railway (GNP&BR), de latere Piccadilly Line die op 15 december 1906 werd geopend met onder andere perrons bij King's Cross op 23 meter onder het spoorwegstation. De City & South London Railway (C&SLR), later onderdeel van de Northern Line, werd tussen 1901 en 1907 doorgetrokken van Angel naar Euston. Op 12 mei 1907 werden de perrons van de C&SLR voor reizigersverkeer geopend op 28 meter onder het plein tussen de beide spoorwegstations.
In 1913 kocht UERL (Underground Electric Railways of London), eigenaar van de GNP&BR, de C&SLR en wilde het dwarsprofiel van die lijn aanpassen aan de standaard van Yerkes. De Eerste Wereldoorlog betekende echter uitstel van de plannen die pas in 1922 werden opgepakt. Op 8 augustus 1922 werd de C&SLR bij King's Cross gesloten voor verbouwing die tot 20 april 1924 duurde. In 1927 kregen de perrons langs de GNP&BR dezelfde naam als die langs de C&SLR, namelijk King's Cross for St Pancras.

### London Transport
In 1933 werd het OV in Londen genationaliseerd in het London Passenger Transport Board (LPTB), kortweg London Transport, dat de lijnen hernoemde met de uniforme uitgang Line. Het station voor de tubes werd formeel omgedoopt tot King's Cross St Pancras, terwijl de perrons langs de Metropolitan Line tot 16 oktober 1940 onder de oude naam verder gingen. Nu de metrolijnen in een hand waren, werd begonnen met de bouw van een gemeenschappelijke stationshal voor alle lijnen en nieuwe perrons ten behoeve van de Metropolitan Line, 8 meter onder Euston Road, voor de voorgevel van station St. Pancras, ongeveer 250 meter ten westen van de oorspronkelijke perrons. De ronde ondergrondse stationshal van £ 260.000 werd geopend op 18 juni 1939 en twee jaar later was ook de voetgangerstunnel tussen de hal en St. Pancras gereed. De stationshal werd met een roltrapgroep van drie roltrappen met een verdeelhal tussen de tunnels van de Piccadilly Line verbonden. De reizigers kunnen in de verdeelhal het gewenste perron kiezen of met een tweede roltrapgroep van/naar de 5 meter lager gelegen Northern Line. Het nieuwe perron van de Metropolitan Line werd op 14 maart 1941 in ruwbouw geopend nadat op 9 maart 1941 het oorspronkelijke station was gebombardeerd waarbij twee personeelsleden omkwamen en het seinhuis en het dak zwaar beschadigd raakten. Deze perrons waren tussen 16 oktober en 9 december 1940 al beschadigd tijdens de Blitz en in verband met de aanstaande opening van de nieuwe perrons werd alleen het spoor hersteld. De wanden bij de nieuwe perrons werden afgewerkt met crèmekleurige tegels met lichtgroene randen en tussen de nieuwe hal en de nieuwe perrons werd een voetgangerstunnel gebouwd. De perrons uit 1868 zijn later hergebruikt door Thameslink.

### Victoria Line
Na de Tweede Wereldoorlog werd onderzoek gedaan naar de vervoersbehoefte in en om Londen. In het verslag uit 1946 werden meerdere trajecten voorgesteld om het metronet uit te breiden. Tunnel nummer 8 werd nader uitgewerkt wat in 1955 resulteerde in een plan voor de Victoria Line die het zuiden met het noordoosten verbindt via Victoria Station. In tegenstelling tot sommige andere overstapstations aan de lijn, was het niet mogelijk om de perrons bij King's Cross St Pancras naast die van andere lijnen te leggen. Vanuit de stationshal werden twee nieuwe roltrappen naar de perrons, op 17 meter diepte, van de Victoria Line gebouwd. Vaste trappen ongeveer in het midden van de perrons bieden toegang tot een overstaptunnel naar de Piccadilly Line. In verband met de overstap bij Euston rijdt de Victoria Line rechts. Ten oosten van de perrons ligt een keerspoor tussen de doorgaande sporen waar metro's uit het zuiden kunnen keren. Nog iets verder naar het oosten kruisen de tunnels elkaar zodat bij Highbury & Islington weer links gereden wordt. De perrons van de Victoria Line werden op 1 december 1968 geopend als onderdeel van de tweede fase van de lijn tussen Highbury & Islington en Warren Street.
Het station werd in 1986 gerenoveerd, tegelijk met een aantal andere stations van de tube. De perrons van de Northern en Piccadilly werden door de kunstenaar Paul Huxley opgesierd met veelkleurige tegels met de letters "K" en "X". Deze tegels werden verwijderd tijdens de verbouwing en uitbreiding tussen augustus 2000 en november 2009 als voorbereiding op de internationale diensten vanaf St. Pancras en de Olympische Zomerspelen 2012.

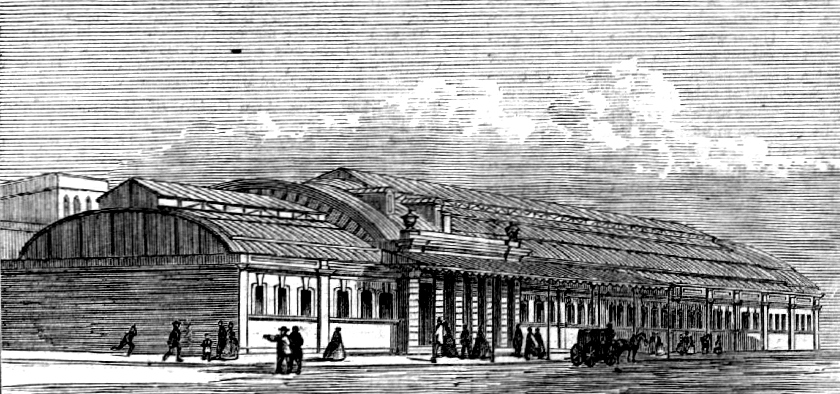
Exterieur in 1862
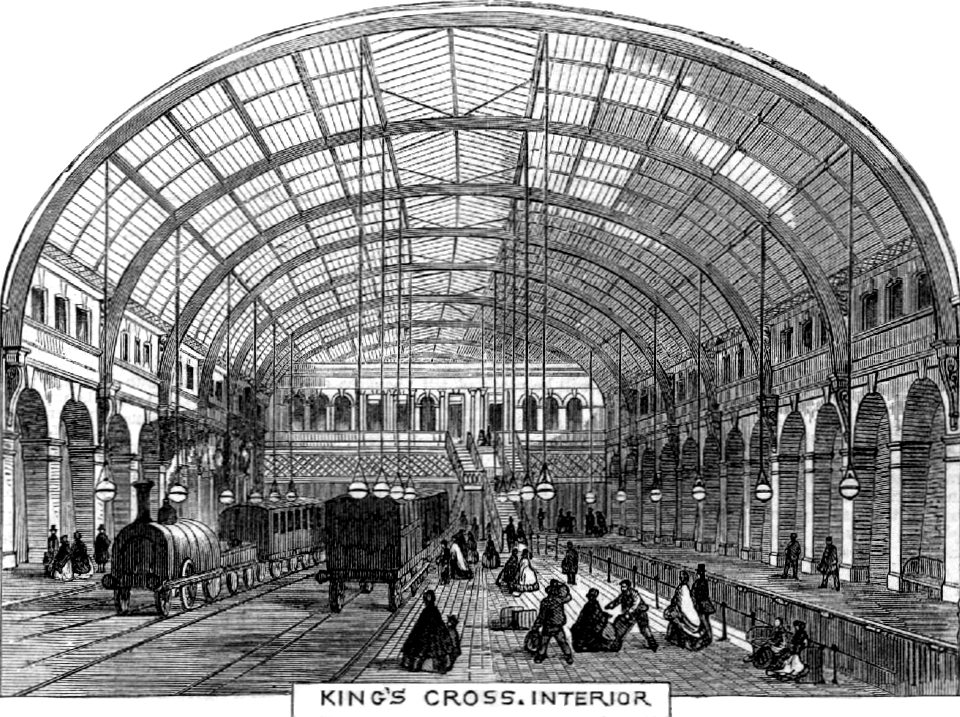
Interieur in 1862
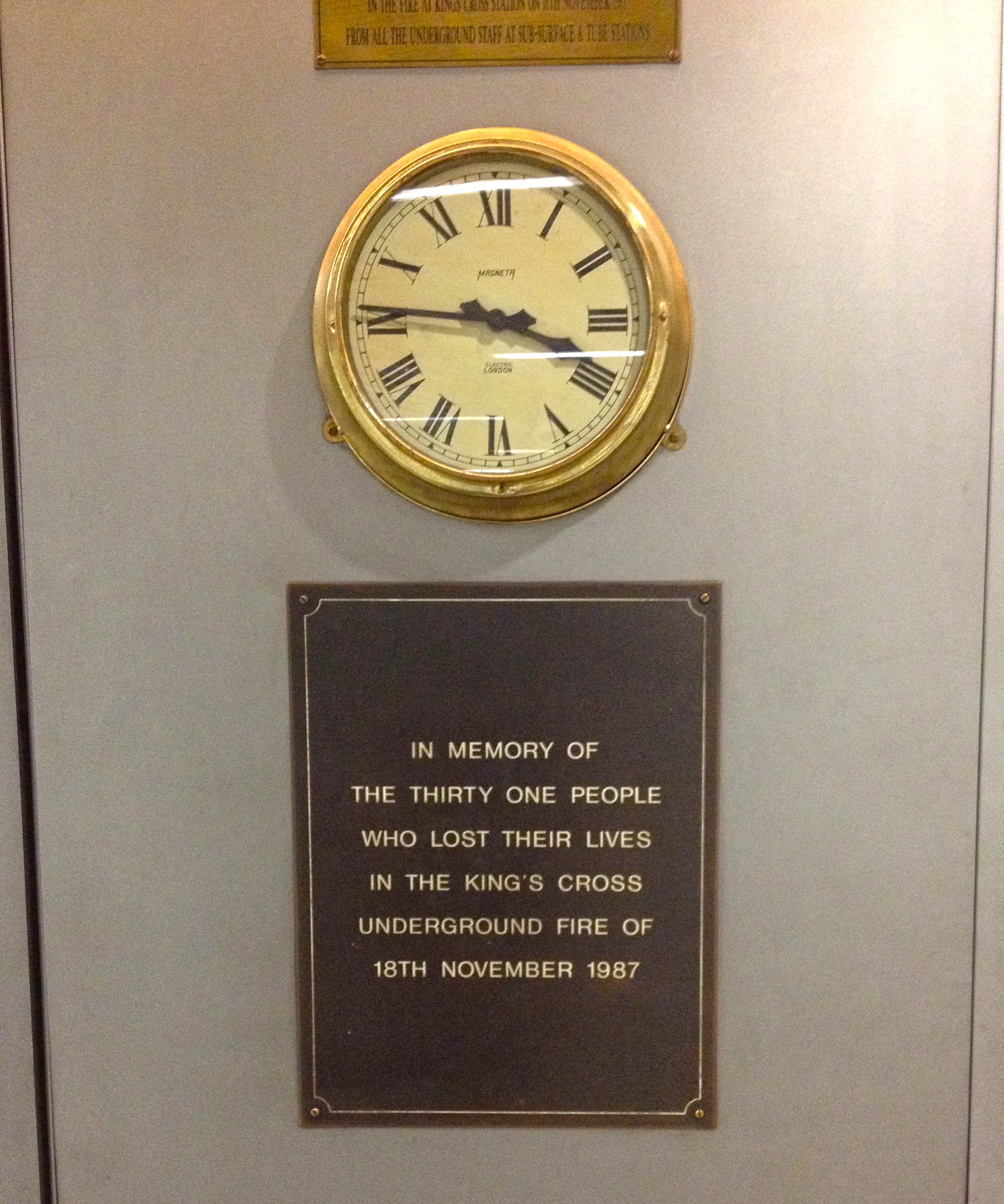
Gedenkplaat met klok voor de brand van 1987

## Brand
Het ondergrondse netwerk had van meet af aan te maken met brandgevaar en de beperkte ruimte en ontsnappingsmiddelen vergrootten de kans op dodelijke slachtoffers. Na een ernstige brand in Finsbury Park in februari 1976 was het personeel getraind om alert te zijn op mogelijke brandoorzaken waaronder smeulende materialen.
Op 18 november 1987 meldde een reiziger rond 19.30 uur een kleine brand op de roltrap van de Northern Line naar de Piccadilly Line aan het personeel. Het incident werd als minimaal beoordeeld en de brandweer arriveerde om 19.43 uur met vier spuitwagens en een ladderwagen. Tegen die tijd was de stationshal gevuld met rook, metro's sloegen het station over en reizigers werden geëvacueerd. Rond 19:45 uur schoot een vuurbal de roltrappen tussen de Northern en Picadilly Line omhoog naar de stationshal die meteen in lichterlaaie stond. Het vuur brandde enkele uren en pas de volgende ochtend rond 01:46 was de brand in bedwang. Daarbij kwamen 31 mensen om het leven, onder wie een brandweerman.
Het toen nog onbekende brandverschijnsel loopgraafeffect, een combinatie van het coandă-effect en een flashover, zorgde ervoor dat de brand zich naar boven ontwikkelde en uiteindelijk explodeerde in de stationshal. Als gevolg hiervan werden de brandveiligheidsprocedures in de metro aangescherpt, werd de opleiding van het personeel verbeterd en werden houten treden op roltrappen vervangen door metalen treden. Roken was al in februari 1985 verboden in ondergrondse delen van de metro, de brand bij King's Cross was aanleiding om het overal in de metro te verbieden. De brand veroorzaakte grote schade, met name aan de oude houten roltrappen waar de brand was ontstaan. Herstel van het station en het plaatsen van nieuwe roltrappen duurde meer dan een jaar. De perrons van de Northern Line en de roltrapgroep tussen stationshal en verdeelhal bleven gesloten tot 5 maart 1989.

## Verbetering en uitbreiding
In de nasleep van de brand adviseerde onderzoeker Fennell aan London Underground om "de passagiersstroom en opstoppingen in stations te onderzoeken en corrigerende maatregelen te nemen". In 1993 werd vervolgens een wetsvoorstel ingediend om London Underground in staat te stellen het overvolle station te verbeteren en uit te breiden.
De werkzaamheden begonnen in augustus 2000 in samenhang met het project Channel Tunnel Rail Link, waarbij St Pancras het nieuwe Londense eindstation zou worden voor Eurostar-diensten door de kanaaltunnel. Het project nam bijna tien jaar in beslag en kostte £ 810 miljoen, waarmee de capaciteit van het station werd verdubbeld tot meer dan 100.000 reizigers per dag.
Naast de stationshal uit 1939 werden voor de metro twee nieuwe hallen toegevoegd, een onder het voorplein van St. Pancras, de Western Ticket Hall, en onder de nieuwe stationshal van spoorwegstation King's Cross, de Northern Ticket Hall. De bestaande stationshal werd opgeknapt en vergroot. De perrons van King's Cross Thameslink werden gesloten toen de nieuwe perrons onder St.Pancras op 9 december 2007 gereed waren. De verbouwing werd aangegrepen om het hele station door de plaatsing van 10 liften rolstoeltoegankelijk te maken. De heropening van het station vond plaats op 29 november 2009 door de burgemeester van Londen, Boris Johnson, en de minister van Londen, Tessa Jowell. Jowell zei dat de verbeteringen van vitaal belang waren om het reizigersverkeer tijdens de Olympische Zomerspelen 2012 in Londen te vergemakkelijken.

## Inrichting
Sinds de voltooiing van de werkzaamheden in 2010, heeft King's Cross St Pancras elf ingangen en vier stationshallen:
- De "Tube Ticket Hall" voor het King's Cross station werd uitgebreid en gerenoveerd in de stationsupgrade en staat aangegeven als de 'Euston Road' uitweg van de metrolijnen.
- De ingang "Pentonville Road" is de voormalige stationshal van station King's Cross Thameslink die werd overgenomen door London Underground toen de Thameslink-perrons werden gesloten. De ingang is door een reizigerstunnel verbonden met de Piccadilly- en Victoria Line.
- De "Western Ticket Hall" bevindt zich onder het voorplein van het station St Pancras naast Euston Road. Deze werd geopend op 28 mei 2006 en biedt toegang tot St Pancras Station via de St Pancras undercroft.
- De "Northern Ticket Hall" ligt ten westen van station King's Cross onder de hal van het hoofdstation. De nieuwe kaartverkoop en de verbindingen met de metrolijnen werden op 29 november 2009 geopend. Het staat aangegeven als uitgang "Regent's Canal".

De stations aan het midden deel van de Piccadilly Line, de Bakerloo Line en delen van de Northern Line werden bekostigd door de Amerikaanse ondernemer Charles Tyson Yerkes. Deze delen van de underground zijn bekend door de rode stationsgebouwen en opvallende perrontegels van architect Leslie Green. Green ontwierp voor ieder station een uniek tegelpatroon zodat ze herkenbaar zijn voor laaggeletterden. De 60 jaar jongere Victoria Line kreeg ook een, voor ieder station uniek, tegelmotief boven de bankjes langs het perron. In dit geval een kruis voorzien van kronen van de hand van kunstenaar Tom Eckersley. In het kader van de verbetering en uitbreidingen begin 21e eeuw gaf Art on the Underground voor het eerst sinds de jaren 80 weer opdracht voor een kunstwerk. De roestvrijstalen sculpturen, Full Circle van kunstenaar Knut Henrik Henriksen, bevinden zich aan het einde van twee nieuwe gangen bij de Northern Line en Piccadilly Line.

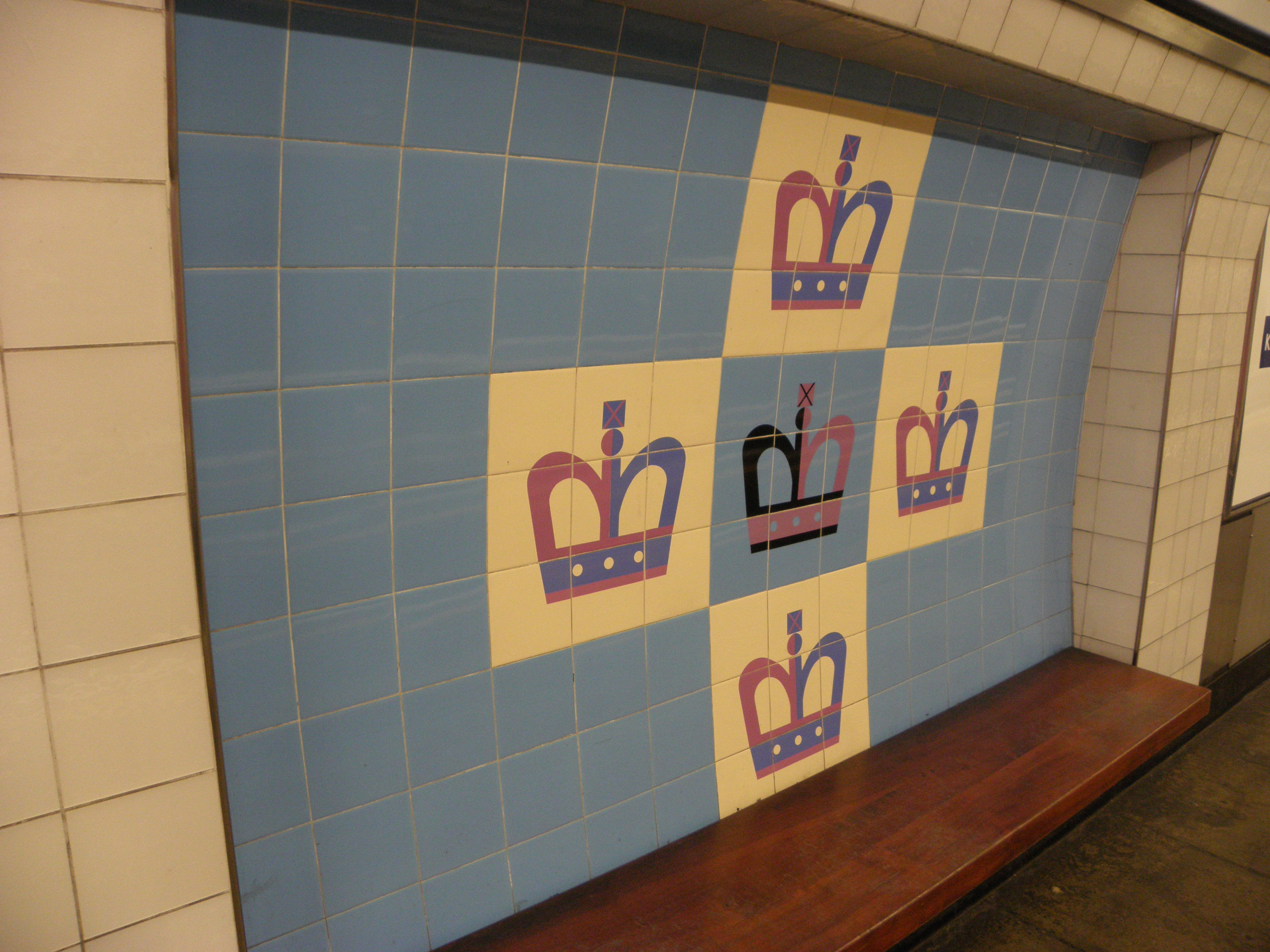
Het tegelwerk langs de Victoria Line
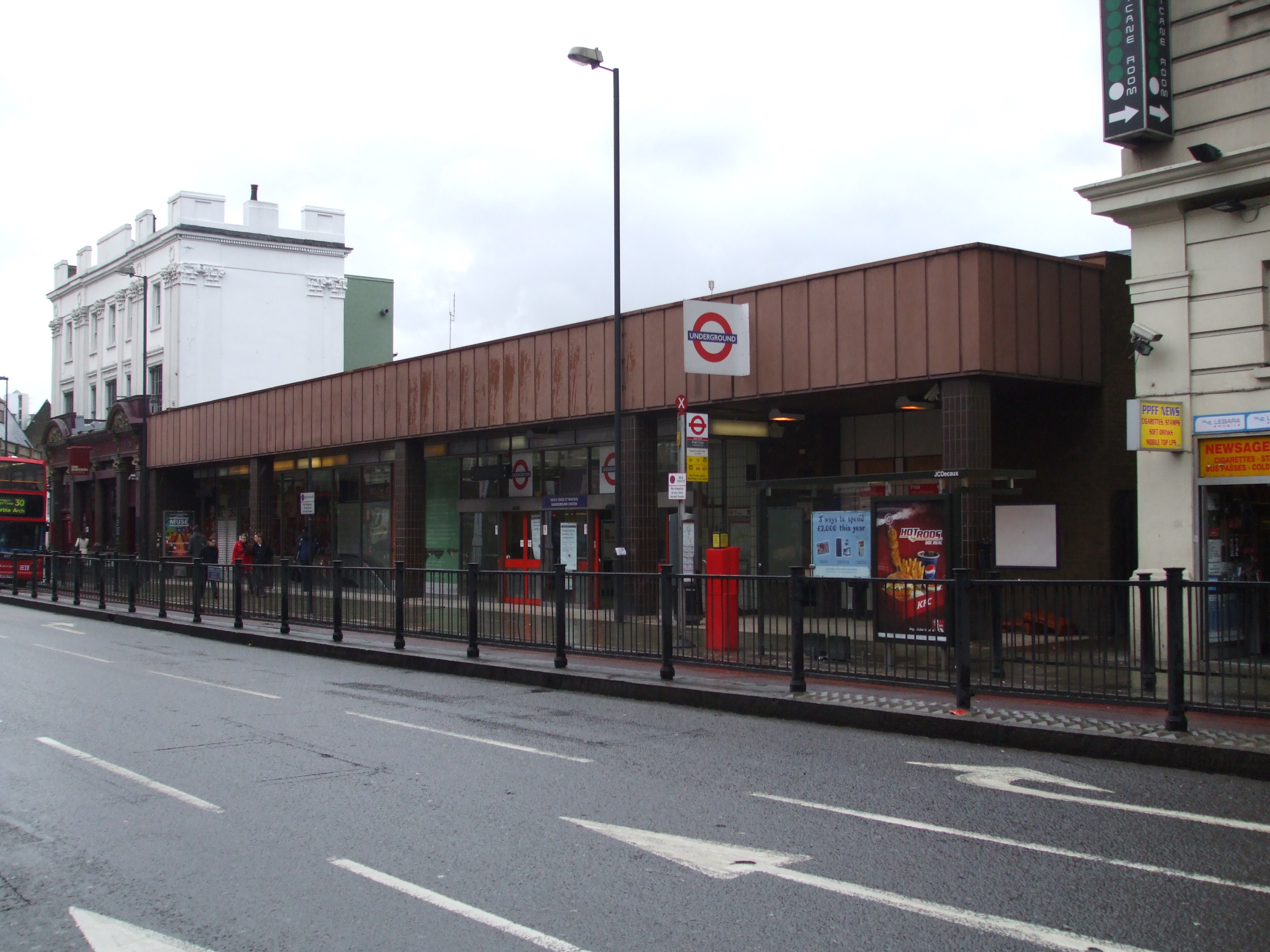
De ingang aan Pentonville Road
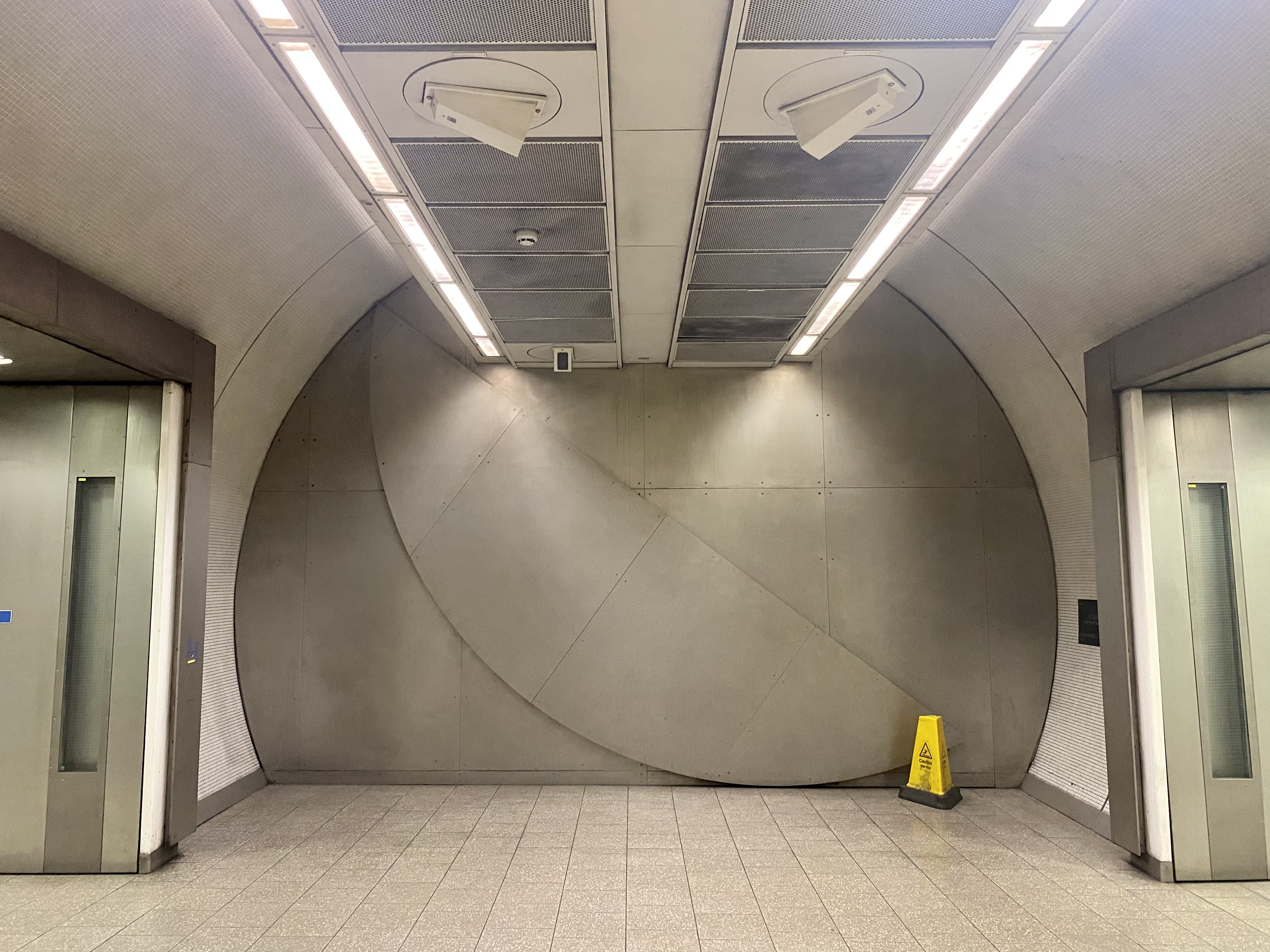
Full Circle van Knut Henrik Henriksen

## Voorstellen

### Crossrail
In 1991 werd een route voor de Chelsea-Hackney Line vastgesteld en rond die route zijn sindsdien bouwbeperkingen van kracht. In 2007 werd de route inmiddels crossrail2 genoemd en was de route niet meer als metrolijn maar als spoorlijn in beeld die, naast de Victoria Line, een tweede verbinding tussen King's Cross en Victoria zou vormen. De route is licht gewijzigd ten opzichte van het voorstel uit 1991, zo zullen de perrons onder Polygon Road worden gelegd zodat ze zowel vanuit Euston Station als het stationscomplex King's Cross St. Pancras gebruikt kunnen worden.

### Docklands Light Railway
In 2011 kwam Transport for London met steun van de Borough of Camden met een voorstel om de Docklands Light Railway (DLR) van Bank door te trekken naar Euston om de Northern Line te ontlasten. Hierdoor zou dan ook een rechtstreeks verbinding met Canary Wharf en London City Airport ontstaan. Een ander voorstel was een route van Bank via City Thameslink en Holborn naar Euston en St.Pancras, deze wordt mogelijk pas ontwikkeld na de ontvlechting van de Northern Line.

### Piccadilly Line
In 2005 werd voorgesteld om het in 1932 gesloten metrostation York Road te heropenen dat ongeveer 600 meter ten noorden van King's Cross ligt. Hierdoor zou zowel de nieuwe wijk King's Cross Central een aansluiting op de metro krijgen als het verkeersknooppunt King's Cross St Pancras worden ontlast.

## Reizigersdienst
Het station bevindt zich in zone 1 van het Londense tariefsysteem en ligt naast de twee spoorwegstations King's Cross en St Pancras. Het station wordt bediend door zes metrolijnen, de drie grootprofiel lijnen, de Circle Line, Hammersmith & City Line en Metropolitan Line gebruiken gezamenlijk twee sporen op 8 meter diepte. De tubes hebben eigen sporen op verschillende dieptes, de Northern Line op 28 meter diepte, de Piccadilly Line op 23 meter diepte en de Victoria Line op 17 meter diepte. Qua aantal reizigers stond King's Cross St Pancras in 2016 met 95 miljoen op de tweede plaats. In 2019 werd King's Cross St Pancras, ondanks een lichte daling, met 88,27 miljoen reizigers eerste in de rangschikking wat ook in 2021 het geval was.

## Incidenten
- Op 2 januari 1885 plaatste een Ierse nationalist een bom op de Metropolitan Line net ten westen van het station. Er vielen geen gewonden en er was weinig schade toen de bom in de tunnel ontplofte in plaats van in een trein. James Cunningham werd later die maand gearresteerd en veroordeeld tot levenslange gevangenisstraf met dwangarbeid voor het veroorzaken van de ontploffing.
- Op 28 mei 1959 ontspoorde het voorste rijtuig van een metrostel op de Northern Line net na vertrek van King's Cross St Pancras, op weg naar Euston. Er waren geen gewonden.
- De aanslagen in Londen op 7 juli 2005 was een reeks samenhangende bomaanslagen, waaronder een explosie in een metrostel op de Piccadilly Line tussen King's Cross St Pancras en Russell Square, waarbij 26 mensen omkwamen. Het dodental was het hoogste van alle incidenten, aangezien de Piccadilly Line in een diepe tunnel ten zuiden van King's Cross ligt en de drukgolf nergens kon ontsnappen.

Hammersmith · 
Goldhawk Road · 
Shepherd's Bush Market · 
Wood Lane · 
Latimer Road · 
Ladbroke Grove · 
Westbourne Park · 
Royal Oak · 
Paddington · 
Edgware Road · 
Baker Street · 
Great Portland Street · 
Euston Square · 
King's Cross St. Pancras · 
Farringdon · 
Barbican · 
Moorgate · 
Liverpool Street · 
Aldgate · 
Tower Hill · 
Monument · 
Cannon Street · 
Mansion House · 
Blackfriars · 
Temple · 
Embankment · 
Westminster · 
St. James's Park · 
Victoria · 
Sloane Square · 
South Kensington · 
Gloucester Road · 
High Street Kensington · 
Notting Hill Gate · 
Bayswater · 
Paddington · 
Edgware Road
Hammersmith · 
Goldhawk Road · 
Shepherd's Bush Market ·
Wood Lane · 
Latimer Road · 
Ladbroke Grove · 
Westbourne Park · 
Royal Oak · 
Paddington · 
Edgware Road · 
Baker Street · 
Great Portland Street · 
Euston Square · 
King's Cross St. Pancras · 
Farringdon · 
Barbican · 
Moorgate · 
Liverpool Street · 
Aldgate East · 
Whitechapel · 
Stepney Green · 
Mile End · 
Bow Road · 
Bromley-by-Bow · 
West Ham · 
Plaistow · 
Upton Park · 
East Ham · 
Barking
Walthamstow Central ·
Blackhorse Road ·
Tottenham Hale ·
Seven Sisters ·
Finsbury Park ·
Highbury & Islington ·
King's Cross St. Pancras ·
Euston ·
Warren Street ·
Oxford Circus ·
Green Park ·
Victoria ·
Pimlico ·
Vauxhall ·
Stockwell ·
Brixton